# Hyalomyzus eriobotryae
Hyalomyzus eriobotryae är en insektsart som först beskrevs av Tissot 1935.  Hyalomyzus eriobotryae ingår i släktet Hyalomyzus och familjen långrörsbladlöss. Inga underarter finns listade i Catalogue of Life.